# Dichomeris inserrata
Dichomeris inserrata là một loài bướm đêm thuộc họ Gelechiidae. Nó được tìm thấy ở Bắc Mỹ, bao gồm New Jersey, Missouri, Pennsylvania và Florida.
Sải cánh dài 5.4-8.3 mm.
Ấu trùng ăn goldenrod.